# Ommexecha gracilis
Ommexecha gracilis is een rechtvleugelig insect uit de familie Ommexechidae. De wetenschappelijke naam van deze soort is voor het eerst geldig gepubliceerd in 1870 door Walker.